# Parafia św. Michała Archanioła w Mieroszowie
Parafia św. Michała Archanioła w Mieroszowie znajduje się w dekanacie głuszyckim w diecezji świdnickiej. Była erygowana w XV w. Proboszczem jest ks. Stanisław Piskorz.

## Historia i wygląd

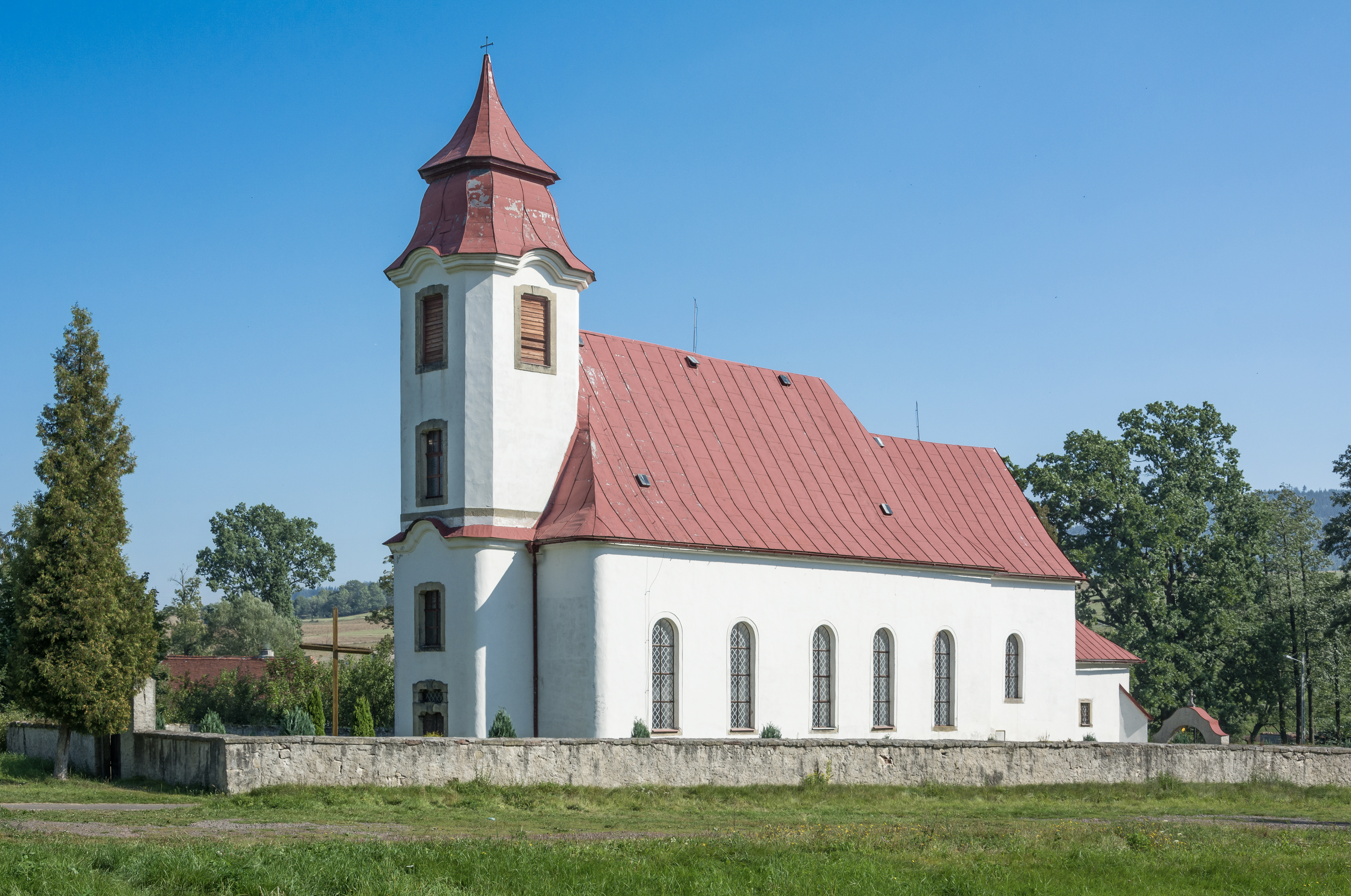
Kościół filialny św. Mateusza w Kochanowie

Pierwotnie wzniesiony w 1356 r. w miejscu dawnego zameczku myśliwskiego, zniszczony został w 1427 podczas najazdu husytów. Odbudowano go dopiero w I połowie XV w. Kolejne stulecia przemijały pod znakiem remontów. Najpierw w 1601 r. był przebudowany, następnie w latach 1714–1717, w XIX wieku wielokrotnie odrestaurowany, poważny remont miał miejsce w 1835 i w 1958 (proj. A. Orzechowski).
Obecnie jest to budowla jednonawowa z wydzielonym prezbiterium zakończonym wielobocznie i wieżą na osi. Kwadratowa wieża zwieńczona jest dwukondygnacyjną nadbudową z hełmem z początku XVIII w.
Wnętrze kościoła przeplatają się elementy pochodzące z epoki renesansu i baroku, renesansowy ołtarz boczny z ok. 1600, ambona z pocz. XVII w., chrzcielnica z 1647.
W ostatnich latach w kościele odrestaurowano m.in.: ołtarz główny, ołtarze boczne, ambonę, organy, planowane są dalsze remonty.

## Zasięg parafii
Do parafii należą wierni z miejscowości: Mieroszów, Kochanów, Dobromyśl, Łączna, Golińsk, Różana i Nowe Siodło.

## Proboszczowie po 1945 r.[3]
- 1. ks. Julian Król 1945–1948

- 2. ks. Mieczysław Pieniążek 1948–1962

- 3. ks. Tadeusz Jaworski 1962–1973

- 4. ks. Edmund Balasiński 1973–1977

- 5. ks. Tadeusz Tymański 1977–1992

- 6. ks. Stanisław Szupieńko 1992–1997

- 7. ks. Władysław Strach 1997–2005[4]

- 8. ks. Krzysztof Cebula 2005–2015[5]

- 9. ks. Stanisław Piskorz od 2015[6] –

## Stowarzyszenia i ruchy
- Eucharystyczny Ruch Młodych
- Ruch "Światło-Życie"
- Parafialny Oddział Akcji Katolickiej
- Żywy Różaniec
- schola